# Činěves
Činěves település Csehországban, a Nymburki járásban. Činěves Vestec, Úmyslovice, Velenice, Křinec, Městec Králové, Záhornice, Dymokury és Netřebice településekkel határos. Lakosainak száma 511 fő (2024. január 1.).

## Népesség
A település lakosságának változását az alábbi diagram mutatja:
| Lakosok száma | 944  | 1088 | 1158 | 773  | 615  | 475  | 525  | 509  | 503  | 511  |
|               | 1869 | 1890 | 1921 | 1950 | 1980 | 2001 | 2017 | 2019 | 2022 | 2024 |